# José María Doussinague
José María Doussinague y Teixidor (19 janvier 1894 - 11 août 1967) était un diplomate et historien espagnol. Il fut ambassadeur au Chili et directeur général de la politique étrangère au ministère des affaires étrangères sous le franquisme.

## Publications
- Pedro de Valdivia, o la novela de Chile Madrid : Espasa-Calpe, 1963.
- Fernando el Católico y el Cisma de Pise Madrid : Espasa-Calpe, 1946
- Un Proceso por Envenenamiento : La mort de Felipe el Hermoso Madrid : Espasa-Calpe, 1947
- La política internacional de Fernando el Católico Madrid : Espasa-Calpe, 1944
- La política exterior de España en el siglo XVI Madrid : Ministerio de Asuntos Exteriores, 1949.
- España tenía razón (1939-1945) Madrid, Espasa Calpe, 1949.
- "Diplomacia y quijotismo" Escorial 17 (1944-1945)
- Ignacio de Loyola y Jerónimo de Zurita Congreso de Historia de la Corona de Aragón (7º. 1962. Barcelone): pp. 41–54.